# 森鮎子
森 鮎子（もり あゆこ、1985年 - ）は日本のジャーナリストで、日本テレビの報道局国際部記者。

## 経歴
2008年3月、青山学院大学国際政治経済学部国際経済学科を卒業後日本テレビに入社。同期にはアナウンサーの小熊美香(現フリー)がいる。
報道局に配属。報道局社会部記者として主に事件事故等の取材を担当。
捜査当局の家に毎晩通い詰めたり、事件の容疑者の20時間近く張り込みする等して、取材のノウハウを学ぶ。また、2011年3月11日の東日本大震災発生時には宮城県の患者が殺到する石巻赤十字病院に密着して現場から中継レポートをした。
その後も事件事故のニュースを中心に取材を重ね、2018年1月より報道局国際部に異動。同時にタイへ渡航し、海外特派員として『NNNバンコク支局』に赴任。アジア情勢を中心に取材やレポートを担当。帰国後は報道局国際部にてデスク業務を担当。

## エピソード
父親が報道カメラマンとして、紛争地域を取材しドキュメンタリーを撮影していた影響が有り、いつしか世界各国で起きている誰も知らない出来事や報道の裏側に有る真実を見つけて、自分の言葉で世の中の出来事を伝える事が出来る海外特派員を目指すようになったと言う。
大学在学時に世界中の弱い立場の人を手助けする為、直接支援する『JICA』や『NGO』等に就職する事を考えていたが、「世界中にいる虐げられた人達の声を伝えたい」、「援助の輪を広げる切っ掛けとなる報道がしたい」と思い、初心を思い起こさせる切っ掛けになったと言う。